# Juan Manuel Zapatero Castillo
Juan Manuel Zapatero Castillo (Cervera del Río Alhama, 21 de octubre de 1849-27 de marzo de 1925) fue un activista republicano español.

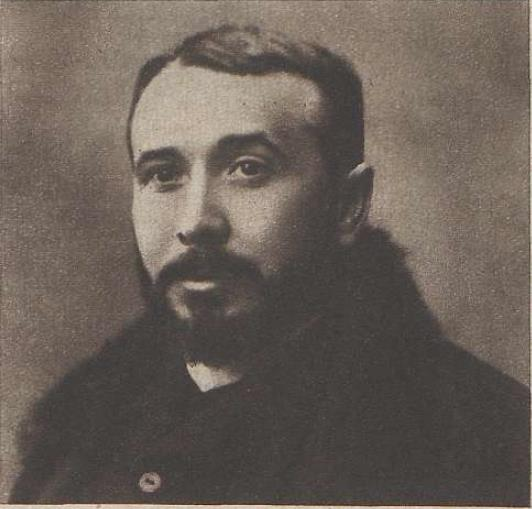
Don Juan Manuel Zapatero Castillo.

## Biografía
Sus padres, Baltasar Zapatero y Margarita Castillo, eran gentes acomodadas dedicadas a la agricultura. Se propusieron que Juan Manuel se dedicase al trabajo y administración de su hacienda pero el maestro del pueblo, conocedor de la valía del muchacho, pidió a los padres que le diesen estudios.
Los padres le matricularon en San Román de Cameros, donde por aquellos tiempos, y con la mira puesta en la emigración a América, se educaba en las disciplinas del comercio. Pero Juan Manuel abandonó los estudios en San Román al poco tiempo.
A los catorce años levantó una primera partida revolucionaria contra la monarquía. En 1868, cuando apenas había cumplido diecinueve años de edad, se unió a la partida logroñesa de Alberto Ruiz. En 1870 armó a su costa a catorce hombres, pasó la frontera y se incorporó a la Legión Garibaldina, participando en la guerra franco-prusiana.
De vuelta en España, el día 27 de noviembre de 1872, a cargo de 400 voluntarios, proclamó la República en Cervera del Río Alhama, hecho que le produjo su procesamiento. Un año más tarde fue amnistiado tras la proclamación de la Primera República y nombrado jefe de los republicanos de La Rioja Baja. Tenía entonces 24 años.
Tras la restauración borbónica de 1875 retornó a las conspiraciones. De ideología federalista, se hizo partidario de Manuel Ruiz Zorrilla. Preparó la sublevación en Santo Domingo de la Calzada conocida como la Sargentada de Santo Domingo de la Calzada. El alzamiento fue un fracaso, liquidado con el fusilamiento de cuatro de sus sargentos. Zapatero, tan pronto como previó el fracaso, huyó a Francia. En ausencia, fue condenado a muerte en consejo de guerra, pena luego conmutada.
En Francia volvió a conspirar de nuevo, hasta que fue elegido diputado provincial. De nuevo en España organizó el partido republicano de la provincia de Logroño.
Falleció por una angina de pecho el 27 de marzo de 1925.